# Scooby-Doo! Le Livre des ténèbres
 (janvier 2015).
Si vous disposez d'ouvrages ou d'articles de référence ou si vous connaissez des sites web de qualité traitant du thème abordé ici, merci de compléter l'article en donnant les références utiles à sa vérifiabilité et en les liant à la section « Notes et références ».
Scooby-Doo! Le Livre des ténèbres (Scooby-Doo! Mystery Mayhem) est un jeu vidéo d'action-aventure sorti en 2004 sur Game Boy Advance, GameCube, PlayStation 2 et Xbox. Il a été développé par A2M et édité par THQ. Il est issu de l'univers de Scooby-Doo.

## Personnages
De nombreux personnages peuvent intervenir, mais seuls Scooby et Sammy sont contrôlables.
Quelques-uns des autres personnages :
- Daphné
- Fred
- Véra
- Le chevalier rouge (niveau 2)
- M. Channayapatra (niveau 3)
- Mindi Stiles (niveau 3)

## Niveaux
Ce jeu est composé de 5 niveaux :
1. Les fantômes de la gorgone
2. Grabuge au ciné
3. La terreur de l'Ouest
4. Rififi au marais
5. High-tech ?

## Ennemis
De nombreux ennemis peuvent effrayer Scooby et Sammy, parmi lesquels :
- Les fantômes (petits, moyens et grands)
- Les esprits frappeurs
- Les tourbillons de poussière
- Les zombies
- Les momies